# Christian Dior
Christian Dior (21 tháng 1 năm 1905 – 23 tháng 10 năm 1957) là nhà thiết kế thời trang lừng danh người Pháp, còn được biết đến là người sáng lập của một trong số các nhà mốt hàng đầu thế giới Christian Dior S.A., nay thuộc sở hữu của tỷ phú Bernard Arnault.

## Thời niên thiếu
Dior là con thứ của ông Maurice Dior, một người sản xuất phân bón và hóa chất và mẹ ông là bà Madeleine Martin. Dior có một người anh trai, Raymond, có cô con gái là một người người có cảm tình với Đức Quốc xã. Em gái của họ là một thành viên của Kháng chiến Pháp.
Theo ước nguyện của bố mẹ, Dior theo học Trường Khoa học chính trị École des Sciences Politiques từ năm 1920 đến 1925. Gia đình mong Dior trở thành một nhà ngoại giao nhưng Dior lại muốn làm nghệ thuật. Sau khi tốt nghiệp, ông nhận được tiền từ cha mình và đã mở một phòng trưng bày nghệ thuật nhỏ, nơi ông bán các tác phẩm nghệ thuật như tương tự của Pablo Picasso và Marc Jacobs. Sau khi gia đình lâm vào cảnh khốn đốn tài chính do làm ăn thất bát, ông phải đóng phòng trưng bày. Thập niên 1930, Dior kiếm sống bằng cách làm các bức phác họa cho các nhà sản xuất thời trang cao cấp. Năm 1938, ông đã làm việc với Robert Piguet và sau đó tham gia nhà sản xuất thời trang Lucien Lelong, nơi ông và Pierre Balmain là những nhà thời trang hàng đầu. Năm 1945, ông làm riêng, được sự hậu thuẫn của Marcel Boussac, the cotton-fabric magnate. Nhà xưởng sản xuất thời trang của Dior mở cửa tháng 12 năm 1946, và tháng 2 năm sau ông đã trình làng bộ sưu tập đầu tiên của mình, gọi là Corolle. Bộ này nổi tiếng hơn với tên gọi New Look.

## Cái chết
Dior qua đời trong khi đang đi nghỉ tại Montecatini, Ý vào ngày 23, tháng 10 năm 1957. Một số báo cáo nói rằng ông chết vì đau tim sau khi nghẹt thở do hóc xương cá. Tạp chí Time nói rằng ông chết vì một cơn đau tim sau khi chơi bài. Tuy nhiên, người quen của ông tại Paris và Alexis von Rosenberg, Baron de Rédé ghi trong hồi ký của mình là nhà thiết kế này chết sau một cuộc sinh hoạt tình dục. Một số người còn cho rằng ông chết vì động kinh. Cho đến bây giờ vẫn không ai biết nguyên nhân cái chết của ông.

## Trong văn hóa đại chúng
Một loại nước hoa mang tên Christian Dior được sử dụng trong cuốn tiểu thuyết của Murakami Haruki "Biên niên sử chim vặn dây cót" như là một biểu tượng có ảnh hưởng đặt tại các điểm quan trọng trong cốt truyện.